# Monohelea armata
Monohelea armata är en tvåvingeart som beskrevs av Remm 1993. Monohelea armata ingår i släktet Monohelea och familjen svidknott. Inga underarter finns listade i Catalogue of Life.